# 胡價 (貢生)
胡价，安徽凤阳人，明朝政治人物，歲貢出身。

## 生平
嘉靖三十七年，接替陆策任福建永安县知县，1560年由欧阳弘接任。